# Andreas Nohl

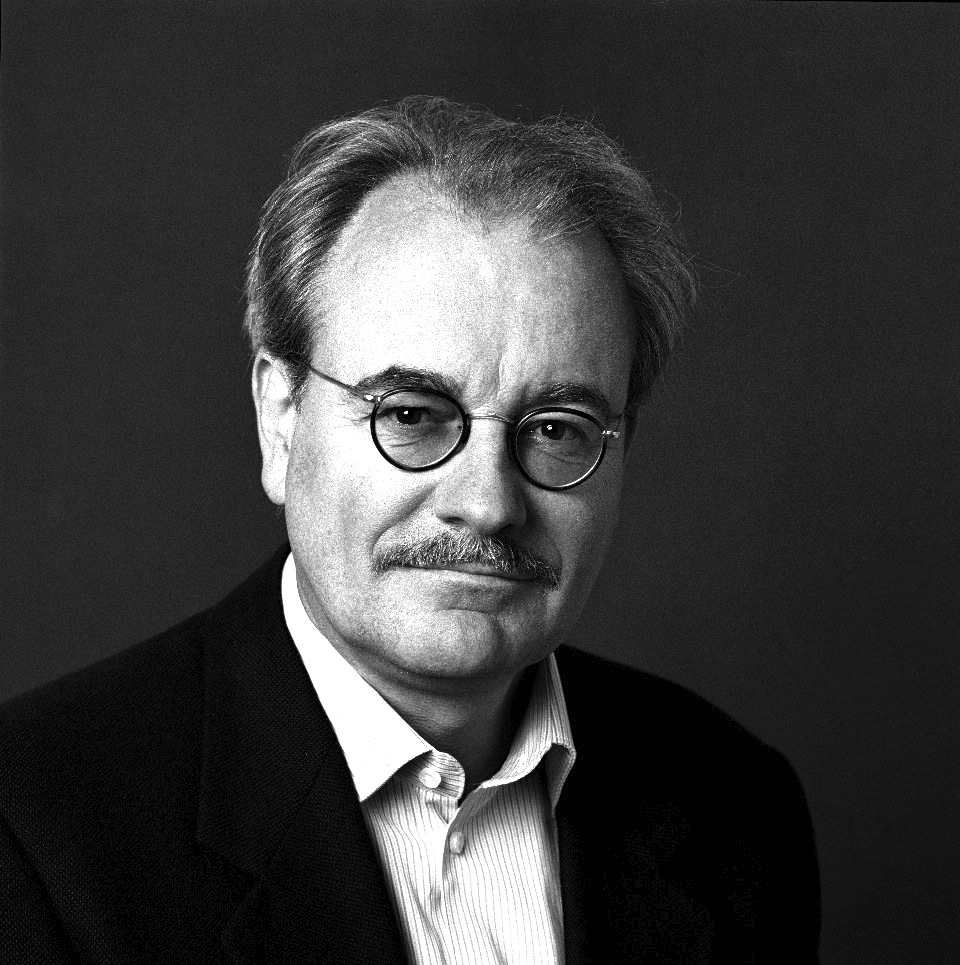
Andreas Nohl (2016)

Andreas Nohl (* 26. August 1954 in Mülheim an der Ruhr) ist ein deutscher Schriftsteller, Übersetzer, Herausgeber und Kritiker.

## Leben und Werk
Andreas Nohl verbrachte seine Kindheit in Mülheim an der Ruhr. Er studierte Philosophie in West-Berlin und Frankfurt am Main bei Jacob Taubes und Alfred Schmidt. Nach einjährigem Studienaufenthalt in San Francisco war er als Antiquar in Köln und München berufstätig. Seit 1989 arbeitet er als freier Schriftsteller, seit 1994 lebt er mit seiner Frau, der Sängerin Liat Himmelheber, in Augsburg. Sie haben drei Kinder. 
Von 1990 bis 2003 veröffentlichte er Literaturkritiken unter anderem für Die Zeit und die Neue Zürcher Zeitung. Von 2005 bis 2020 gab er die Literaturzeitung Augsburger Satyr heraus.
Sein erstes Erzählungsbuch Verfolgung des Bartholomé (1978), für das er den unter der Ägide von Golo Mann erstmals vergebenen Literaturpreis der Jürgen Ponto-Stiftung erhielt, wurde stilistisch mit Robert Musil verglichen. Sowohl in diesem ersten als auch in dem nachfolgenden Band Amazone und Sattelmacher (1985) geht es um seelische Grenzsituationen, die zu einer mythisch-unheimlichen Verzerrung der Wirklichkeit führen. Sein drittes Buch Hieronymus (1993) nimmt sich des vergessenen Mitstreiters von Jan Hus an: Hieronymus von Prag. Die Verbindung von historischen Fakten und Fiktion erinnert teilweise an die journalistische Erzähltechnik von Truman Capote. Als Essayist und Herausgeber hat sich Nohl vor allem für die amerikanische Literatur eingesetzt (Edgar Allan Poe, Mark Twain, William Faulkner, Henry Roth, Lisel Mueller, Keith Abbott etc.).
Mit seiner Neuübersetzung von Mark Twains Tom Sawyers Abenteuer und Huckleberry Finns Abenteuer (beide 2010) und der Erstübersetzung von Robert Louis Stevensons St. Ives (2011) hat sich Andreas Nohl als Übersetzer der klassisch-modernen englischen und amerikanischen Literatur hervorgetan.
Gemeinsam mit dem Theatermacher Sebastian Seidel besuchte er 2012 chinesische Schriftsteller in Jinan, Provinz Shandong, und gab die deutsch-chinesische Anthologie Tales of Two Cities (2014) heraus, die – ein Novum in der kulturellen Zusammenarbeit – zugleich in Deutschland und in China jeweils in der Landessprache erschien.

## Schriften

### Buchveröffentlichungen
- Verfolgung des Bartholomé. Erste Erzählungen. Langewiesche-Brandt, Ebenhausen 1978, ISBN 3-7846-0102-2.
- Amazone und Sattelmacher. Erzählungen. Langewiesche-Brandt, Ebenhausen 1985, ISBN 3-7846-0127-8.
- Hieronymus – Chronik eines Verrats. Langewiesche-Brandt, Ebenhausen 1993 (2. Auflage 1994), ISBN 3-7846-0155-3.
- Das Handwerk des Schreibens – Essays und Kritiken zur Literatur. Häusser, Darmstadt 2004, ISBN 3-89552-096-9; 2., erweiterte Auflage: Maro, Augsburg 2014, ISBN 978-3-87512-316-6.

### Übersetzungen